# Montreuil (Sekwana-Saint-Denis)

Położenie Montreuil w ramach aglomeracji paryskiej

Montreuil (wymowaⓘ) – miejscowość i gmina we Francji, w regionie Île-de-France, w departamencie Sekwana-Saint-Denis.
Według danych na rok 1990 gminę zamieszkiwały 94 754 osoby, a gęstość zaludnienia wynosiła 10623 osób/km² (wśród 1287 gmin regionu Île-de-France Montreuil plasuje się na 3. miejscu pod względem liczby ludności, natomiast pod względem powierzchni na miejscu 430.). W Montreuil urodziła się aktorka filmowa Élodie Bouchez. Swą główną siedzibę posiada tu firma Ubisoft, która zajmuje się produkowaniem gier komputerowych.

## Miasta partnerskie
- Chociebuż, Niemcy
- Grosseto, Włochy
- Mytiszczi, Rosja
- Yélimané, Mali
- Slough, Wielka Brytania
- Agadir, Maroko